# Rainau
Rainau település Németországban, azon belül Baden-Württembergben. Lakosainak száma 3469 fő (2023. december 31.).

## Népesség
A település népessége az elmúlt években az alábbi módon változott:
| Lakosok száma | 2491 | 3295 | 3318 | 3343 | 3472 | 3469 |
|               | 1975 | 2017 | 2019 | 2021 | 2022 | 2023 |